# Liga Națională de hochei
Liga Națională de hochei är Rumäniens högsta division i ishockey. Den styrs av det rumänska ishockeyförbundet. Två rumänska lag i Transsylvanien (Csíkszeredai Sport Club jégkorong csapata och Csíkszeredai Hockey Club, båda i Miercurea-Ciuc) spelar i Ungerns OB I bajnokság.

## Lag
| Klubb                        |
| ---------------------------- |
| HC Csikszereda               |
| Gladiators Galați            |
| ASC Corona Brașov            |
| Sport Club Miercurea Ciuc    |
| Sport Club Miercurea Ciuc 2  |
| Sportul Studențesc București |
| Steaua Bucuresti             |

## Rumänska mästerskap
| - 1924 Brașovia Brașov - 1925 Ingen tävling - 1926 Ingen tävling - 1927 Hochei Club Bucureşti - 1928 Hochei Club Bucureşti - 1929 Hochei Club Bucureşti - 1930 Tenis Club Bucureşti - 1931 Tenis Club Bucureşti - 1932 Tenis Club Bucureşti - 1933 Tenis Club Bucureşti - 1934 Tenis Club Bucureşti - 1935 Tenis Club Bucureşti - 1936 Bragadiru Bucureşti - 1937 Telefon Club Bucureşti - 1938 Dragoş Vodă Cernăuţi - 1939 Ingen tävling - 1940 Rapid Bucureşti - 1941 Juventus Bucureşti - 1942 Ingen tävling - 1943 Ingen tävling - 1944 Venus Bucureşti - 1945 Juventus Bucureşti | - 1946 Juventus Bucureşti - 1947 Ciocanul Bucureşti (Dinamo Bucuresti) - 1948 Ingen tävling - 1949 Avântul IPEIL Miercurea Ciuc - 1950 RATA Târgu Mureş - 1951 RATA Târgu Mureş - 1952 Avântul Miercurea Ciuc - 1953 CCA Bucureşti - 1954 Ştiinţa Cluj - 1955 CCA Bucureşti - 1956 CCA Bucureşti - 1957 Recolta Miercurea Ciuc - 1958 CCA Bucureşti - 1959 CCA Bucureşti - 1960 Voinţa Miercurea Ciuc - 1961 CCA Bucureşti - 1962 CCA Bucureşti - 1963 Voinţa Miercurea Ciuc - 1964 Steaua Bucuresti - 1965 Steaua Bucuresti - 1966 Steaua Bucuresti | - 1967 Steaua Bucuresti - 1968 Dinamo Bucureşti - 1969 Steaua Bucuresti - 1970 Steaua Bucuresti - 1971 Dinamo Bucureşti - 1972 Dinamo Bucureşti - 1973 Dinamo Bucureşti - 1974 Steaua Bucuresti - 1975 Steaua Bucuresti - 1976 Dinamo Bucureşti - 1977 Steaua Bucuresti - 1978 Steaua Bucuresti - 1979 Dinamo Bucureşti - 1980 Steaua Bucuresti - 1981 Dinamo Bucureşti - 1982 Steaua Bucuresti - 1983 Steaua Bucuresti - 1984 Steaua Bucuresti - 1985 Steaua Bucuresti - 1986 Steaua Bucuresti - 1987 Steaua Bucuresti | - 1988 Steaua Bucuresti - 1989 Steaua Bucuresti - 1990 Steaua Bucuresti - 1991 Steaua Bucuresti - 1992 Steaua Bucuresti - 1993 Steaua Bucuresti - 1994 Steaua Bucuresti - 1995 Steaua Bucuresti - 1996 Steaua Bucuresti - 1997 SC Miercurea Ciuc - 1998 Steaua Bucuresti - 1999 Steaua Bucuresti - 2000 SC Miercurea Ciuc - 2001 Steaua Bucuresti - 2002 Steaua Bucuresti - 2003 Steaua Bucuresti - 2004 SC Miercurea Ciuc - 2005 Steaua Bucuresti - 2006 Steaua Bucuresti - 2007 SC Miercurea Ciuc - 2008 SC Miercurea Ciuc | - 2009 SC Miercurea Ciuc - 2010 SC Miercurea Ciuc - 2011 SC Miercurea Ciuc - 2012 SC Miercurea Ciuc - 2013 SC Miercurea Ciuc |

Notera
CCA blev Steaua.
Ciocanul blev Dinamo 'A' Bucuresti och 1949 Dinamo
Avântul, Recolta och Voința
blev SC Miercurea Ciuc.
Cernăuți = Chernivtsi (UKR).
Totalt antal rumänska mästerskap
- 40 Steaua Bucuresti
- 15 SC Miercurea Ciuc
- 7/8 Dinamo Bucureşti (inklusive Ciocanul)
- 5 Tenis Club Bucureşti
- 4 Juventus Bucureşti
- 3 Hochei Club Bucureşti
- 2 Telefon Club Bucureşti
- 2 RATA Târgu Mureş
- 1 Braşovia Braşov
- 1 Bragadiru Bucureşti
- 1 Dragoş Vodă Cernăuţi
- 1 Venus Bucureşti
- 1 Rapid Bucureşti
- 1/8 Ciocanul Bucureşti (inklusive Dinamo)
- 1 Ştiinţa Cluj